# Circondario di Rovereto
Il circondario di Rovereto era uno dei circondari in cui era suddivisa la provincia di Trento.

## Storia
Il circondario venne istituito nel 1923 in seguito alla riorganizzazione amministrativa dei territori annessi al Regno d'Italia dopo la prima guerra mondiale. Si estendeva sul territorio degli ex distretti giudiziari Ala, Mori, Rovereto e Villa Lagarina.
Il circondario di Rovereto ebbe un'esistenza effimera: venne soppresso nel 1926 insieme ad altri 93 circondari ed il suo territorio aggregato al circondario di Trento.

## Suddivisione
All'atto dell'istituzione il circondario era così composto:
- mandamento di Ala
  - comuni di Ala; Avio; Borghetto; Chizzola; Pilcante; Santa Margherita; Serravalle all'Adige
- mandamento di Rovereto
  - comuni di Aldeno; Besenello; Brentonico; Calliano; Castellano; Chienis; Cimone; Folgaria; Garniga; Isera; Lenzima; Lizzana; Manzano; Marano; Marco; Mori; Noarna; Nogaredo; Nomesino; Nomi; Noriglio; Pannone; Patone; Pederzano; Pomarolo; Reviano Folas; Ronzo; Rovereto; Sasso; Terragnolo; Trambileno; Vallarsa; Valle San Felice; Villa Lagarina; Volano

Con la soppressione del circondario i mandamenti passarono al circondario di Trento.